# Lluís del Milà Exarch
Lluís del Milà Exarch (ca. 1507 - post. agost 1559) va ser un dramaturg, músic, poeta i prosista valencià. Membre de la noblesa valenciana, cortesà a la cort virreinal valenciana de la reina Germana de Foix i Ferran de Calàbria (primera meitat del segle xvi). Va adquirir aviat fama de músic gràcies a una obra cabdal durant el Renaixement musical peninsular: Libro de música de vihuela de mano, intitulado «El Maestro» (1535-1536), dividit en dues parts i dedicat a l'estudi d'aquest instrument. Com a cortesà dels ducs de Calàbria va ser l'encarregat de proveir la cort de cançons, poemes, espectacles i entreteniments de tota mena. Així, el 1535 va publicar el Libro de motes de damas y caballeros, intitulado «El juego de mandar», que no és sinó un breu manual per a un entreteniment cortesà consistent a emparellar per atzar dames i cavallers, en què els uns i les altres estan obligats a fer o dir el que el llibre els mana.
La seua obra fonamental, però, va ser El cortesano, publicat després de la seua mort, el 1561. Escrita molt majoritàriament en castellà amb algunes minses concessions al valencià, es tracta d'una obra sorgida per influència directa de la de Baldassare Castiglione, Il libro del Cortegiano (1528), traduït al castellà per Joan Boscà (1534). Milà hi descriu en sis jornades els usos i costums de la cort valenciana i, molt especialment, algunes de les activitats festives que s'hi desenvolupaven, incloent-hi espectacles teatrals. Així, hi trobem balls, caceres, banquets, sessions musicals amb cançons i intercanvis de poemes i alguns fastos teatrals de gran riquesa i complexitat espectacular, com la Farsa de las galeras de San Juan (jornada tercera)', la Monteria del rei Príam (jornada quarta) i la Festa de maig (jornada sisena).
La descripció de les festes indicades a El Cortesano són per a la gran majoria dels investigadors del teatre, si no textos teatrals en sentit estricte, sí proves fefaents de la importància que els fastos cortesans van tenir dins la cultura de la València virreinal fins a esdevenir un dels trets essencials del món espectacular del període. Ultra això, Josep Romeu va defensar també que algunes situacions descrites en el text (en especial, les protagonitzades pel bufó dels ducs, conegut com el Canonge Ster) són en realitat petits entremesos còmics que s'inscriuen dins la tradició teatral valenciana del primer Renaixement.